# Geographie Katars

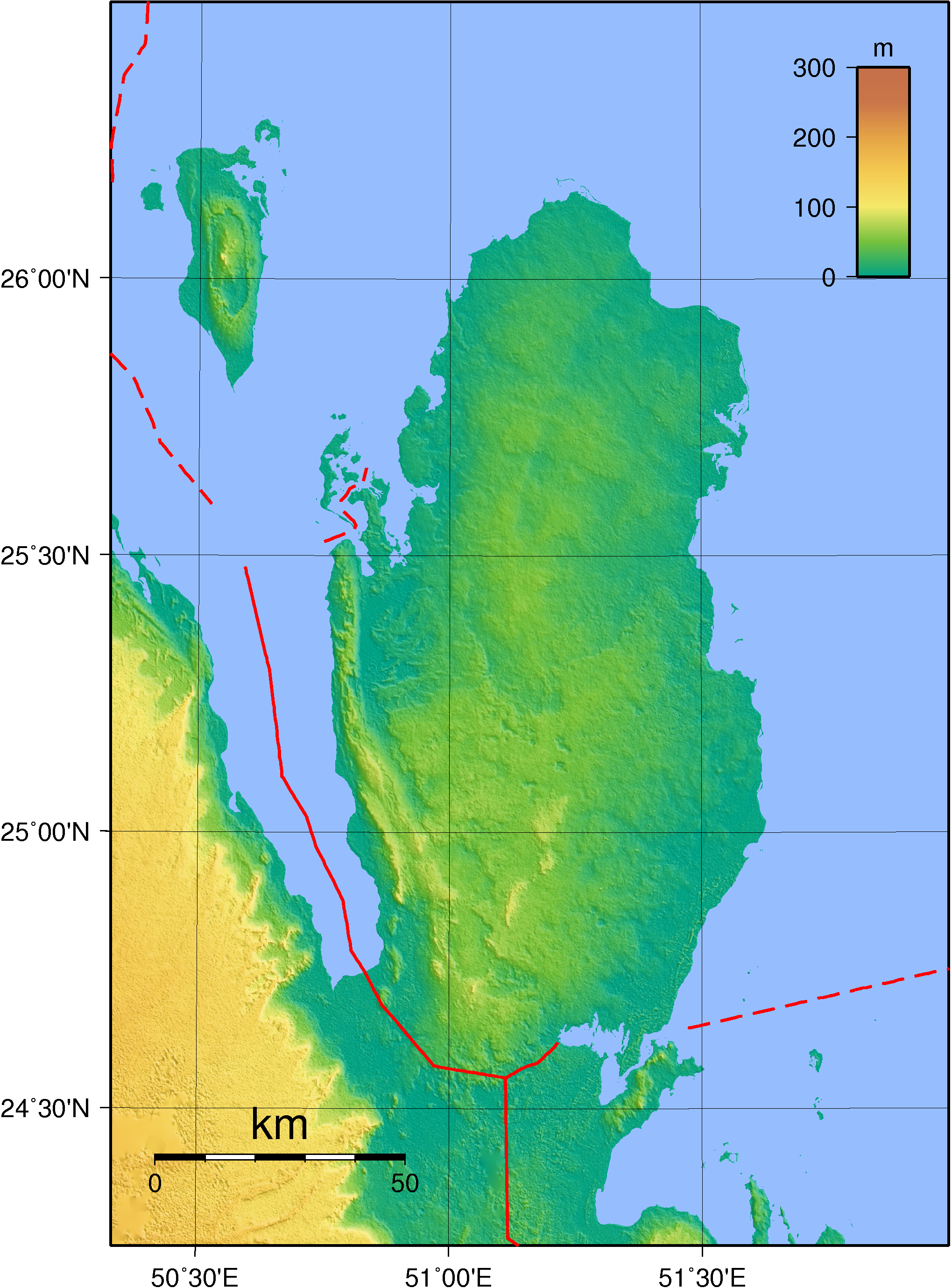
Topographische Karte Katars

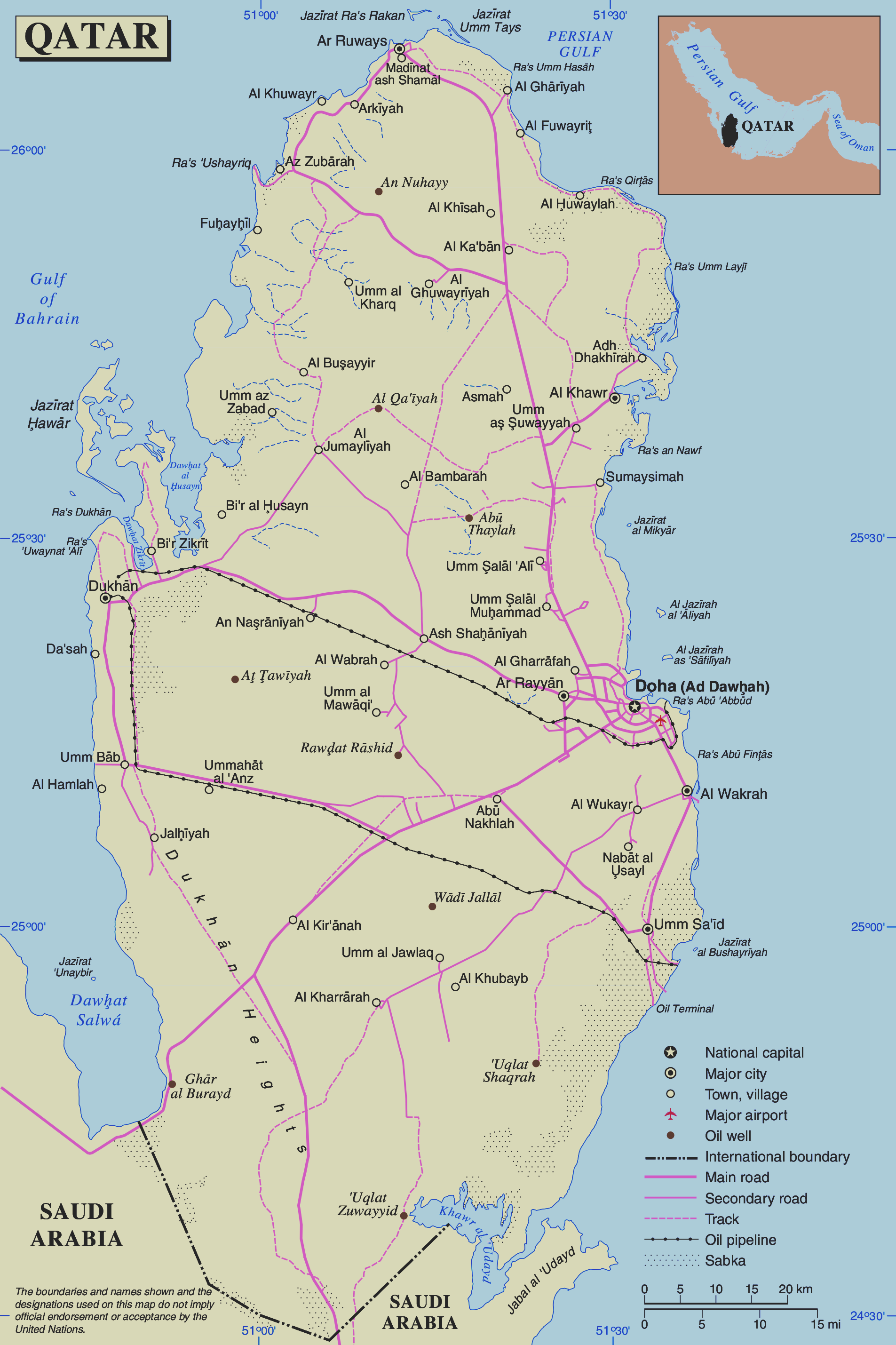
Landkarte Katars

Die Geographie Katars ist die Beschreibung der physischen Beschaffenheit des Staatsgebietes von Katar sowie die hierdurch bedingte Wechselwirkung zwischen diesem Lebensraum und seinen Bewohnern.

## Staatsgebiet
Katar ist eine Halbinsel, die im Nordosten der Arabischen Halbinsel liegt und in den Persischen Golf hineinragt. Das Staatsgebiet befindet sich ungefähr zwischen 24°32′ und 26°10′ nördlicher Breite und 50°45′ und 51°40′ östlicher Länge. Die Landgrenze im Süden mit Saudi-Arabien ist etwa 60 km lang. Es gibt Seegrenzen mit Saudi-Arabien, Bahrain, den Vereinigten Arabischen Emiraten und Iran.
Katar hat eine Landesfläche von 11.437 km².
Ein Disput mit Bahrain über die Zugehörigkeit der Hawar-Inseln und einiger weiterer Eilande und trockenfallender Erhebungen im Meer vor der Küste Katars und der Stadt az-Zubāra auf dem Festland wurde durch eine Entscheidung des Internationalen Gerichtshofs am 16. März 2001 entschieden. Danach gehören das Gebiet um die Stadt, die Dschanan-Insel (25° 33′ N, 50° 44′ O) sowie die trockenfallende Erhebung Fascht ad-Dibal (26° 16′ N, 50° 57′ O) im Nordwesten zu Katar.
Die See- und Landgrenzen zu Saudi-Arabien wurden am 4. Dezember 1965 vereinbart. Dennoch bestand ein Disput mit Saudi-Arabien über den Grenzverlauf an Land, doch konnte er 2001 gelöst werden. 2008 wurde ein weiterer Disput über den Grenzverlauf auf See (Chaur al-Udaid) gelöst.
Die Seegrenze zu den Vereinigten Arabischen Emiraten wurde am 20. März 1969, kurz vor der Unabhängigkeit Katars 1971 festgelegt. Da damals schon mehrere Ölvorkommen im Persischen Golf bekannt waren, entschied man sich, das grenzübergreifende Ölvorkommen al-Bunduq gemeinsam zu fördern. Im Anschluss daran wurde am 20. September 1969 auch mit dem Iran eine Grenzvereinbarung getroffen.

## Topographische Beschreibung

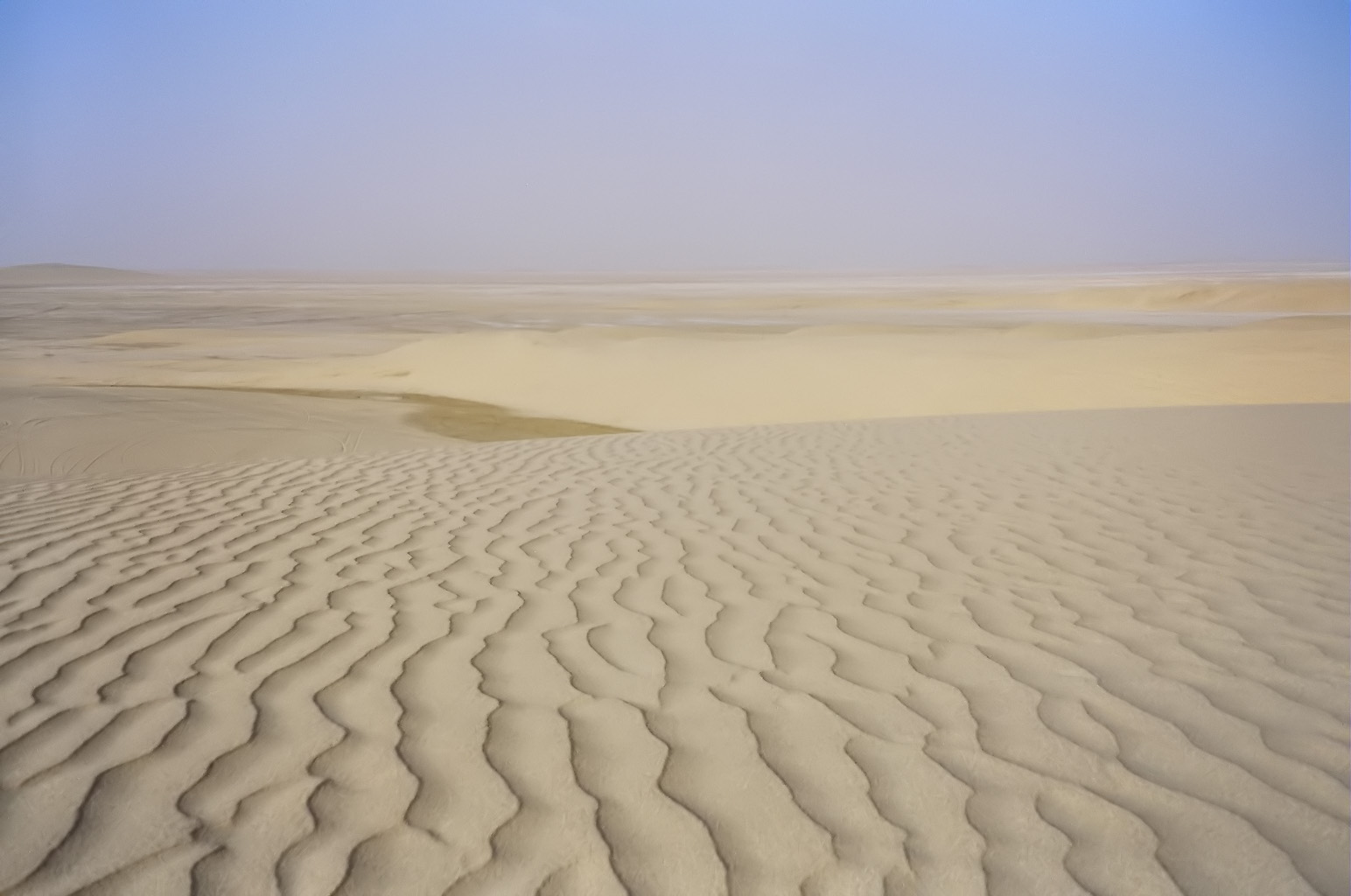
Wüste in Katar

Das Land ist zu großen Teilen eine fast vegetationslose Kalkstein-Wüste, während nur 28.000 ha oder 2,5 % der Landfläche landwirtschaftlich genutzt werden können. Es gibt keine ganzjährig vorhandenen Gewässer, obwohl der gelegentliche Regen im Winter zu einem lokalen Erblühen der Wüstenlandschaft führen kann. Das Grundwasser besteht nur in der nördlichen Landeshälfte aus Süßwasser, während es in der südlichen Hälfte aus Brackwasser besteht.
An der Küste sind viele Sabchas zu finden. Diese zeitweise mit Wasser gefüllten flachen Becken ohne Oberflächenabfluss haben wegen der hohen Verdunstungsrate von Wasser eine mehr oder weniger dicke Salzkruste.
An wenigen Stellen an der Küste finden sich Reste von Mangroven-Wäldern.
Die höchste Erhebung Qurain Abu l-Baul in Katar findet sich mit 102 m an der Position: (24° 43′ 7″ N, 51° 2′ 51″ O).

### Chaur al-Udaid
Chaur al-Udaid, auch Khor al-Adaid oder Inland Sea, ist eine große Meeresbucht im Grenzgebiet zu Saudi-Arabien. Die Bucht besteht aus einer an der engsten Stelle etwa 600 m breiten Meerenge, die zu einer etwa 10 km langen und 5 Kilometer breiten im Inneren des Landes sich befindenden See führt. Am nördlichen Rande liegt dann noch eine flache, etwa 15 Kilometer breite und 7 Kilometer lange, überflutete Landfläche.
Die Bucht ist von bis zu 70 Metern hohen Dünen umgeben, Ausläufern der Wüste Rub al-Chali.

### Duchan-Region
Die Region im Südwesten ist eine durch Faltung erzeugte Aufwölbung (Antiklinale). Dort befinden sich umfangreiche Öl- und Gasförderungsanlagen.

### UNESCO-Biosphärenreservat ar-Rim
Das UNESCO-Biosphärenreservat ar-Rim-Insel (25° 45′ 0″ N, 51° 0′ 0″ O) an der Westküste Katars hat eine Fläche von 118.888 ha, wovon 46.555 ha an Land und 36.931 ha im Meer liegen. Dort leben unter anderem Gazellen und Oryxantilopen.